# Vostok 3
Vostok 3 (rus: Восток-3, Orient 3 o Est 3) va ser un vol espacial del programa espacial soviètic destinat a determinar la capacitat del cos humà per mantenir-se en condicions d'ingravidesa i posar a prova la resistència de la nau espacial Vostok 3KA en vols més llargs. El cosmonauta Andrian Nikolàiev va orbitar la Terra 64 vegades durant gairebé quatre dies a l'espai, 11–15 d'agost de 1962, una gesta que no es va correspondre amb la NASA fins al programa Gemini (1965–1966).
El Vostok 3 i Vostok 4 van ser llançats amb un dia de diferència en les trajectòries que acostarien les naus aproximadament 6,5 km una de l'altra. Els cosmonautes a bord de les dues càpsules també es van comunicar entre si a través de ràdio, convertint-se en les primeres comunicacions entre naus a l'espai. Aquestes missions van marcar la primera vegada que més d'una nau espacial tripulada estigués en òrbita, al mateix temps, permetent als controladors de missions soviètics l'oportunitat d'aprendre a manejar aquest escenari.